# Золототысячник
Золототы́сячник (лат. Centáurium) — род травянистых растений семейства Горечавковые (Gentianaceae). Включает виды, распространённые по всей Евразии.
До 2004 года в род входили около 50 видов, распространённых в Евразии, Северной и Южной Америке и Австралии. Однако род был признан полифилетическим и разделён на роды Centaurium sensu stricto, Zeltnera, Gyrandra и Schenkia.

## Название
Научное название рода образовано от др.-греч. κενταύριον — названия некоего красноцветкового растения у Диоскорида, возможно Centaurium erythraea. Согласно Плинию, золототысячник использовался кентавром Хироном.
Макс Фасмер утверждает, что золототысячник — книжное название, восходящее через лат. centaurium к др.-греч. κενταύριον «трава кентавров», но с осмыслением по народной этимологии: лат. centum «сто» и aurum «золото».
В. И. Даль в Толковом словаре даёт некоторые русские народные и диалектные названия золототысячника: сердушник, золотник, малый василёк, тысячник, золотникова трава, золотник. В. Н. Тришин в Словаре синонимов приводит также златотысячник, чаёк.

## Распространение и среда обитания
Золототысячники дико растут преимущественно в умеренных и субтропических районах Северного полушария. К северу они доходят до 59 ° с. ш. В России на солнечных лугах, в сухих кустарниках, на пашнях дико растут несколько видов.

## Биологическое описание

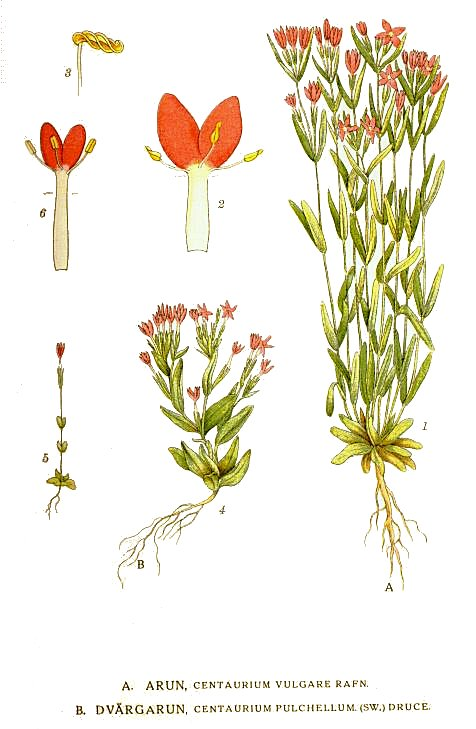
Centaurium spp.

Многолетние или однолетние травянистые растения с простыми или ложнодихотомически ветвящимися стеблями.
Листья супротивные, сидячие или стеблеобъемлющие, цельнокрайные.
Цветки розового, реже жёлтого или белого цвета, собраны в рыхлое двулучевое вильчатое щитковидное соцветие, представляющее развилку (полузонтик) или дихазий, у которого главная ось развивает две боковые оси. Чашечка о пяти или четырёх зубчиках, угловатая, трубчатая, часто рассечённая. Венчик о пяти или четырёх зубчиках с удлинённой цилиндрической трубочкой и почти плоским отгибом. Тычинки в количестве 4—5, с голыми удлинёнными пыльниками, скручивающимися винтом при разверзании, и тонкими нитями. Рыльце пестика двураздельное или головчатое, иногда цельное, столбик очень тонкий, нитевидный. Завязь одногнёздная.
Плод — удлинённая двустворчатая одногнёздная или двугнёздная коробочка, обе створки которой сильно скручиваются при раскрывании. Семена многочисленные, расположены по швам коробочки.

## Значение и применение
Представители рода содержат истинно горькие средства, или горечи (лат. amara vera, seu pura), гликозиды (эритаурин, эритроцентаурин), флавоноиды, олеаноловые кислоты и алкалоид генцианин, соли хрома.
Золототысячник — испытанное лекарственное растение, по-видимому, было известно в глубокой древности, так как упоминается уже в травниках XIII века. Под торговым названием Золототысячника трава (Centaurii herba) препараты с действующим веществом золототысячника внесены в Регистр лекарственных средств России и включены в фармакологические группы регуляторов аппетита, противоглистных и слабительных средств.
Золототысячник входит в состав таких лекарств, как Канефрон H (применяется при терапии хронических инфекций мочевого пузыря (цистит) и почек (пиелонефрит), неинфекционных хронических воспалениях почек (гломерулонефрит, интерстициальный нефрит), алкоголизма; для профилактики образования мочевых камней, в том числе после их удаления), Депурафлукс (применяется при острых и хронических запорах), бальзамов Биттнера и Маурера.
Настойки, настои, отвары и сборы с включением травы золототысячника в научной медицине применяются при лечении экземы, пиелонефрита, мочекаменной болезни, хронического калькулезного и некалькулезного (бескаменного) холецистита, хронического гастрита, язвенных болезнях желудка или двенадцатиперстной кишки, дискинезии желчевыводящих путей, витилиго, хронического гепатита.
Растение употребляется и в народной медицине (от золотухи, грудных болезней, чахотки, при перемежающейся лихорадке, при слабом пищеварении) и ветеринарии — от норицы у лошадей.
Для применения с лечебными целями траву золототысячника собирают в июне — июле.
При выращивании золототысячника как растительного сырья в промышленных масштабах выбирают участки с плодородными, супесчаными или легкосуглинистыми почвами, с уровнем залегания грунтовых вод не менее 2—3 м от поверхности почвы. Семена высевают весной по хорошо обработанной и прикатанной почве рядовым способом, на глубину от 0,5 до 1 см. Междурядья — 45—60 см. Для сокращения затрат на борьбу с сорняками при отрастании всходов золототысячника до высоты 8—10 см рекомендуется засевать междурядья мятликом луговым (Poa pratensis L.) в смеси с клевером ползучим (Trifolium repens L.)
Золототысячник применяют для приготовления английской горькой водки.

## Таксономия

### Синонимы
- Erythraea Borkh.

### Виды
Список составлен на основе данных EOL.
- Centaurium ameghinoi (Speg.) Druce
- Centaurium anatolicum (K. Koch) N. N. Tzvelev
- Centaurium aschersonianum (Seemen) Hegi
- Centaurium barrelieroides Pau
- Centaurium cachanlahuen (Molina) B. L. Rob.
- Centaurium capense C. R. Broome
- Centaurium centaurioides (Roxb.) Rao Rolla & Hemadri
- Centaurium chloodes (Brot.) Samp.
- Centaurium cicekii Yild. & Yaprak
- Centaurium cochinchinense (Spreng.) Druce
- Centaurium discolor (Gand.) Ronniger
- Centaurium erythraea Rafn — Золототысячник обыкновенный
- Centaurium flexuosum (Maire) J.-P.Lebrun & Marais
- Centaurium grandiflorum Druce
- Centaurium jolivetinum (P. Fourn.) P. Fourn.
- Centaurium klattii P. Fourn.
- Centaurium litardierei Ronniger apud Litard.
- Centaurium littorale (D.Turner) Gilmour[англ.] — Золототысячник приморский
- Centaurium mairei Zeltner
- Centaurium maritimum (L.) Fritsch
- Centaurium minutissimum Maire
- Centaurium petrocaule C. R. Broome
- Centaurium pulchellum (Sw.) Druce — Золототысячник красивый
- Centaurium quadrifolium (L.) G. López González & C. E. Jarvis
- Centaurium scilloides (L. fil.) Samp.
- Centaurium serpentinicola A. Carlström
- Centaurium somedanum M. Laínz
- Centaurium subspicatum (Velen.) Ronniger
- Centaurium suffruticosum (Griseb.) Ronniger
- Centaurium tenuiflorum (Hoffmgg. & Link) Fritsch